# Tibouchina fissinervia
Tibouchina fissinervia är en tvåhjärtbladig växtart som beskrevs av Dc.. Tibouchina fissinervia ingår i släktet Tibouchina och familjen Melastomataceae. Inga underarter finns listade i Catalogue of Life.